# سرجیو فراری
سرجیو فراری (انگلیسی: Sergio Ferrari; ۱۷ سپتامبر ۱۹۴۳ – ۲ آوریل ۲۰۱۶) بازیکن فوتبال اهل ایتالیا بود.
از باشگاه‌هایی که در آن بازی کرده‌است می‌توان به باشگاه فوتبال هلاس ورونا، باشگاه فوتبال آ.اس. رم، باشگاه فوتبال نووارا، و باشگاه فوتبال آلساندریا اشاره کرد.